# Les Grands Prés
Les Grands Prés (en forme longue Grands Prés - Shopping de Wallonie) sont un complexe commercial situé à proximité de la ville de Mons, en Belgique. Il dispose d'un centre commercial, d'un hypermarché Carrefour, ainsi que d'un Ikea.
Le complexe dispose d’environ 4 600 places de parking dont 1 500 couvertes réparties sur 3 parkings.
La galerie abrite 95 cellules commerciales ainsi que 4 kiosques sur environ 74 000 m². Le retail park extérieur dispose, quant à lui, de 7 enseignes réparties sur un peu plus de 13 000 m²,. 

## Accessibilité
Le complexe est accessible par l'autoroute E42. Il est également accessible via la ligne de bus 60 du TEC Hainaut partant de la gare de Mons, cette dernière étant à proximité.
Le complexe est proche du parc scientifique Initialis, du hall d’exposition Mons Expo, des Archives de l'État, du complexe cinématographique Imagix et du site portuaire du Grand Large.

## Galerie de photos

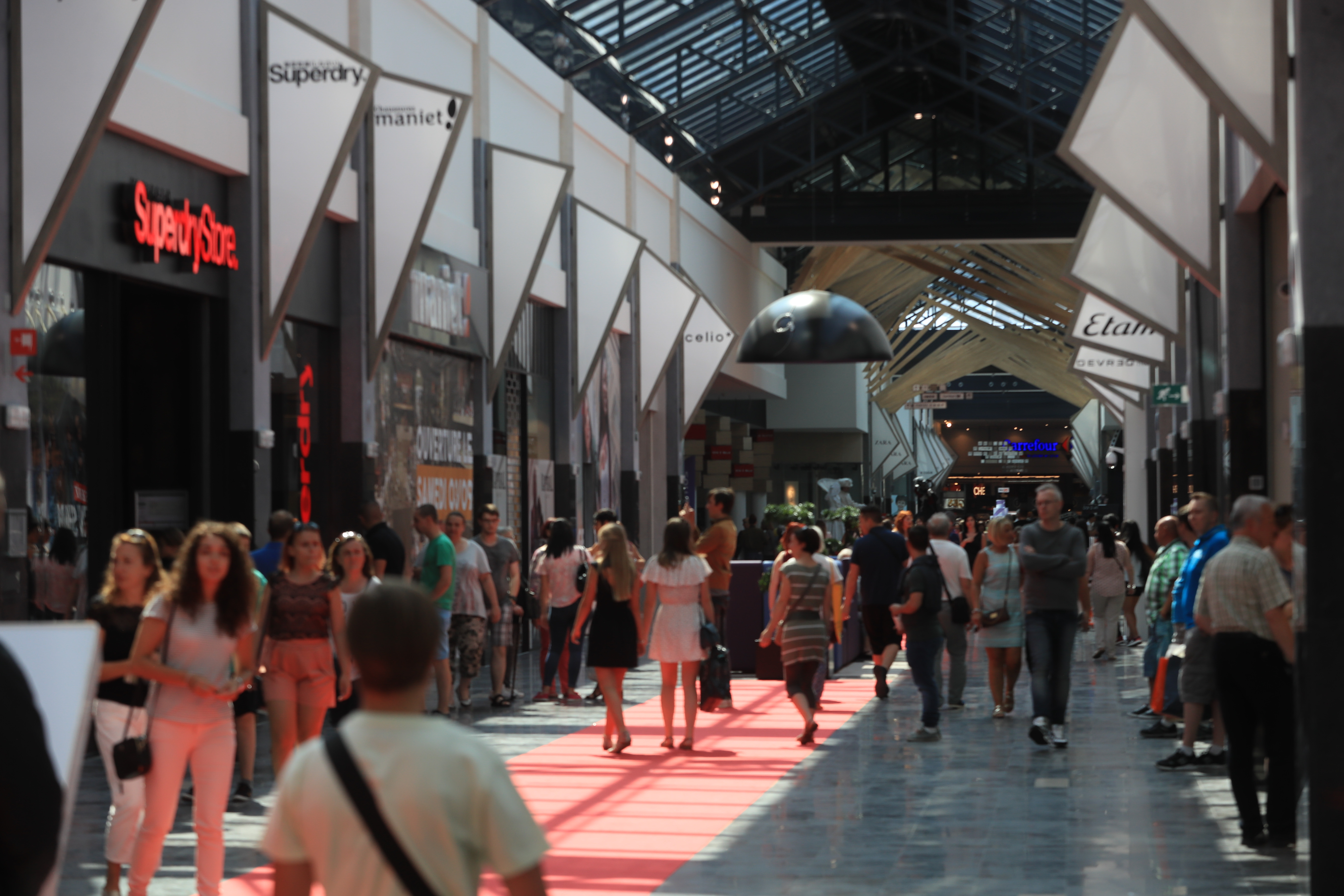
La galerie commerciale
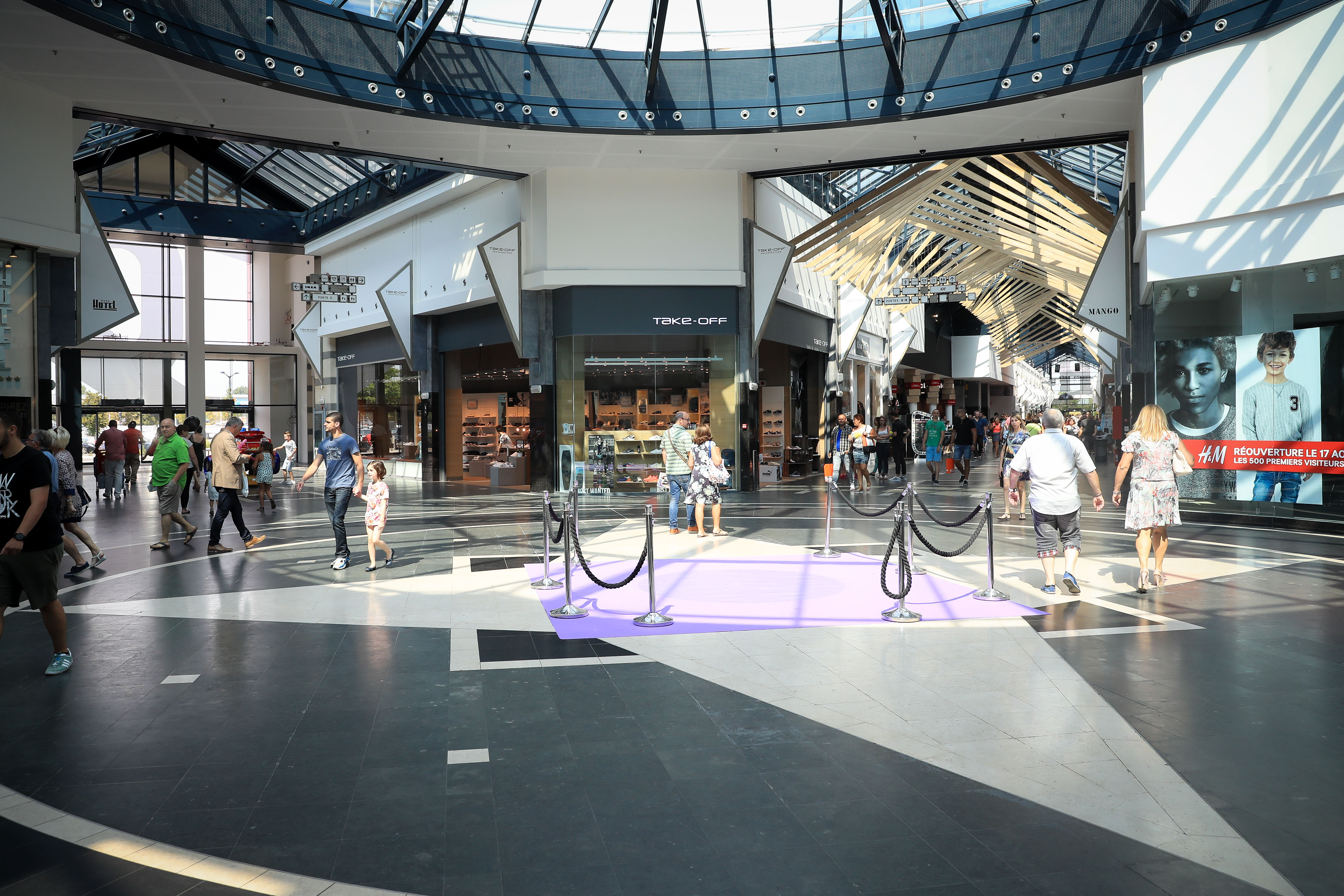
La rotonde
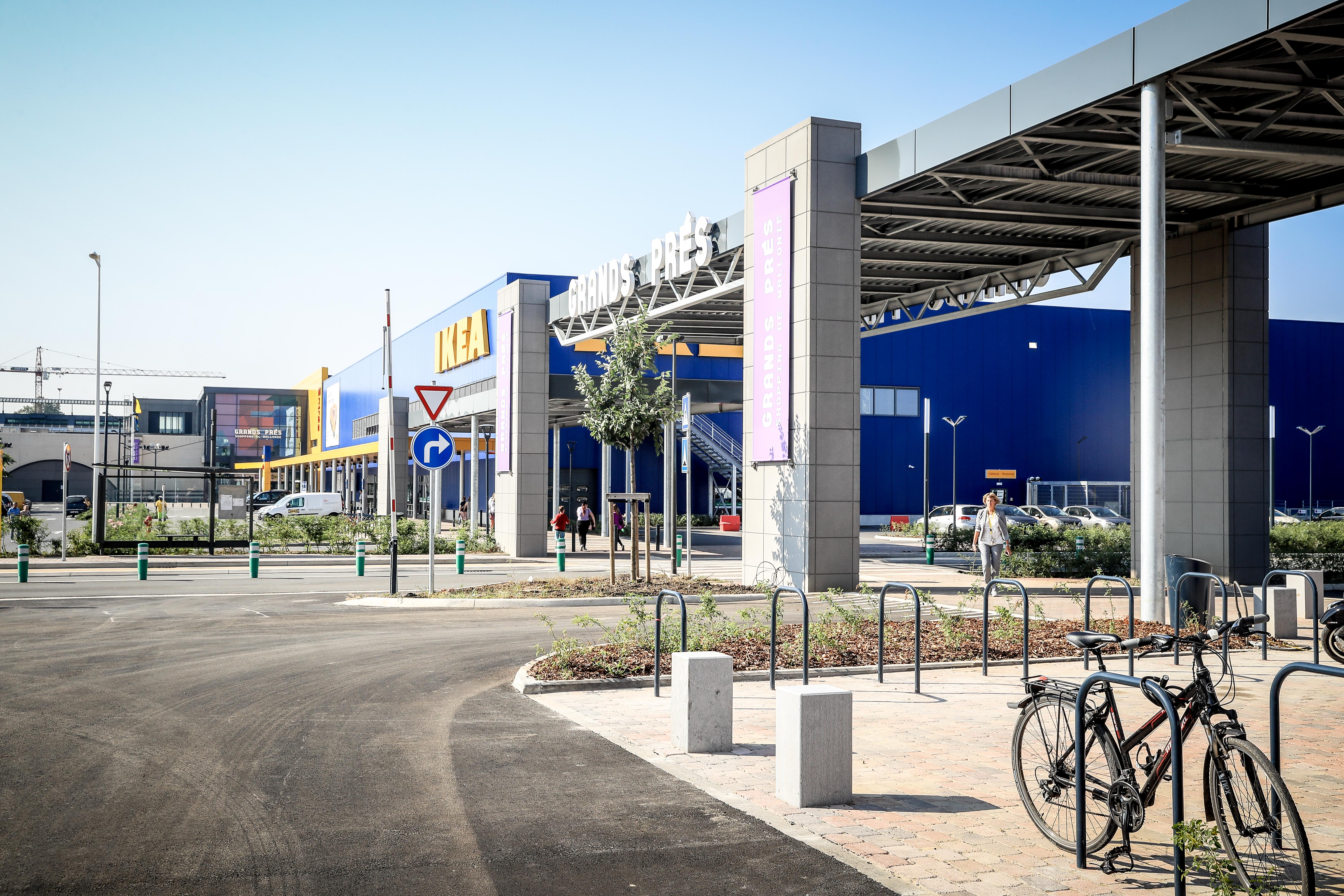
Le magasin IKEA
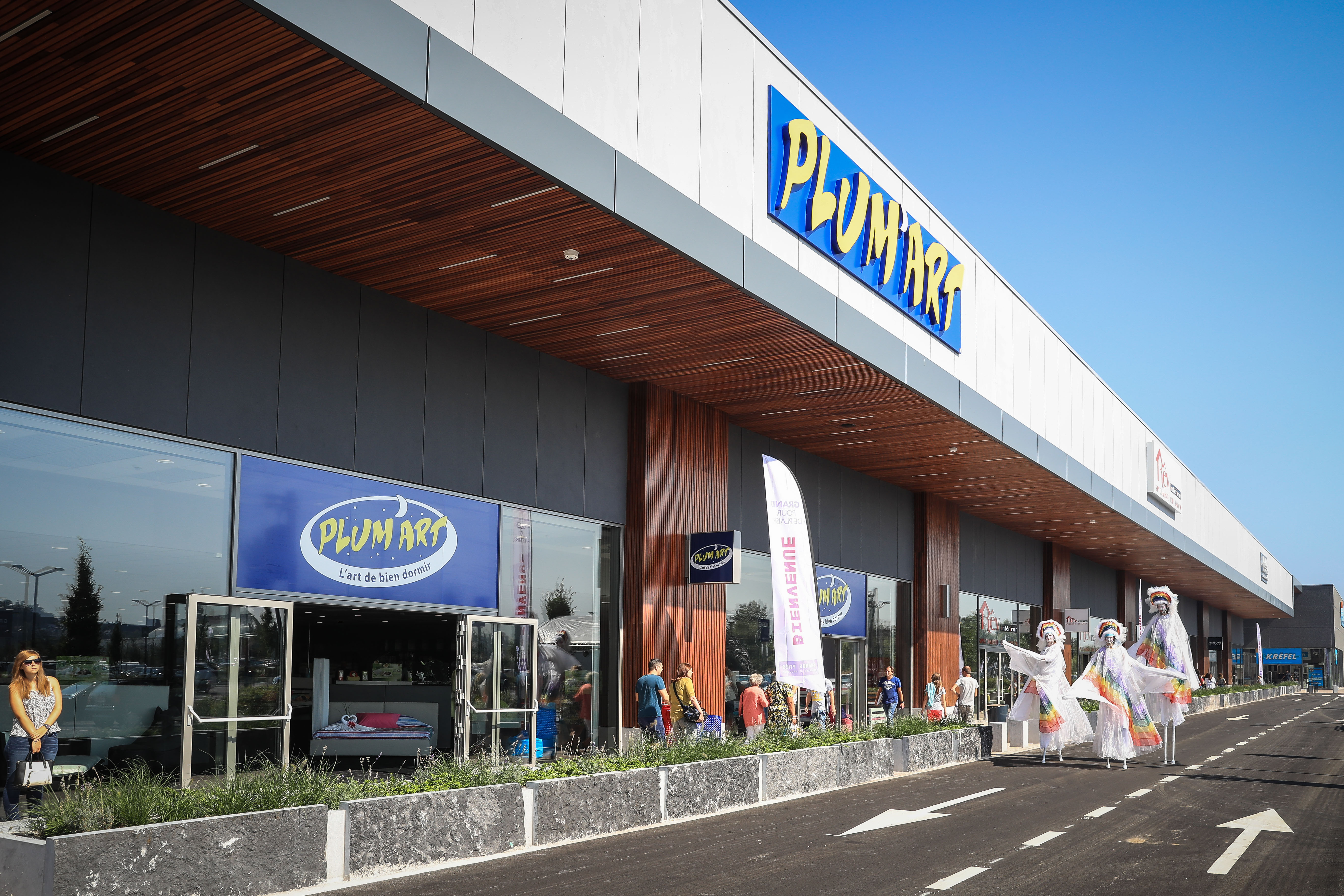
Le retail park
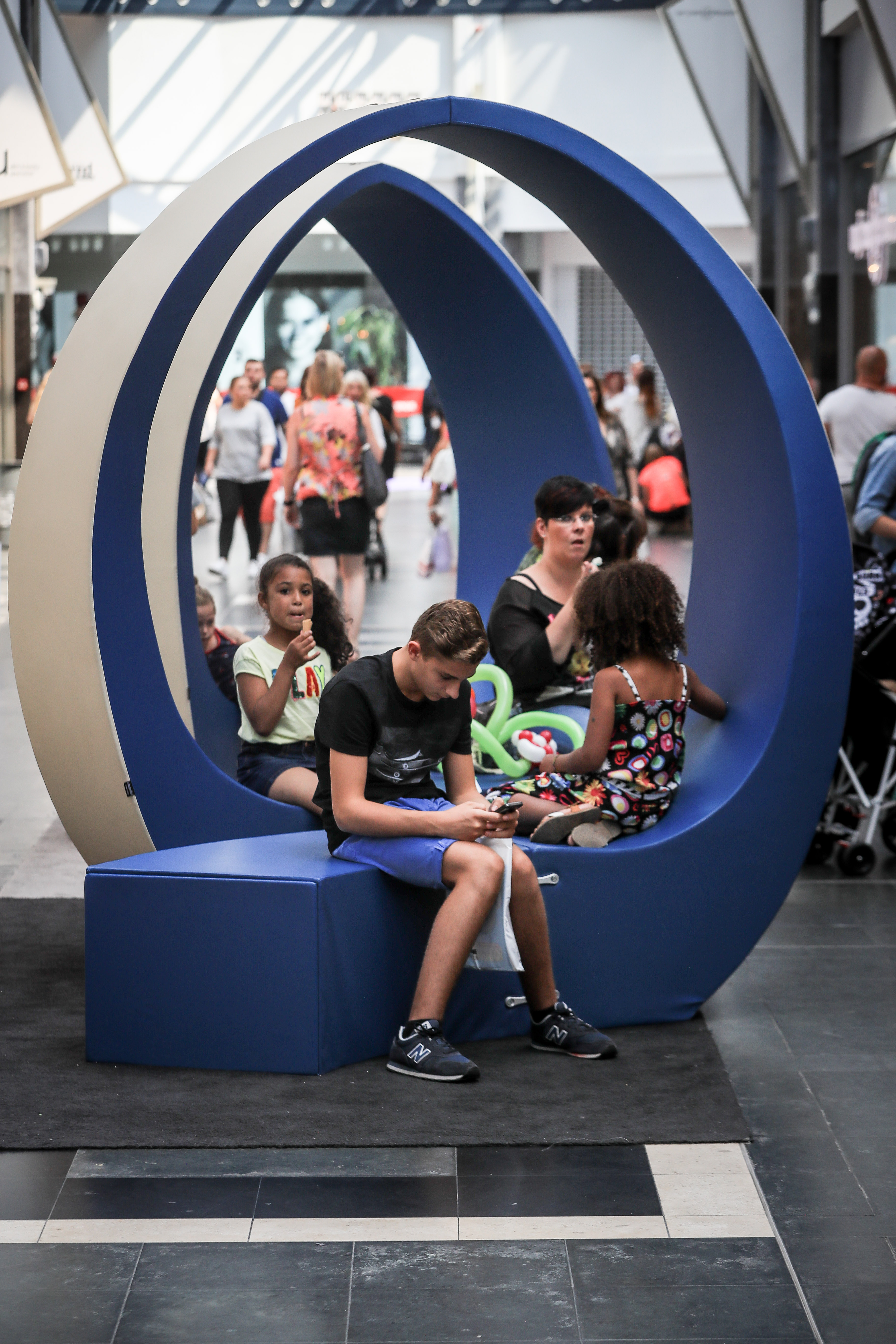